# اعلا حبروت (المهرة)

تعديل مصدري - تعديل

اعلا حبروت هي إحدى قرى عزلة حبروت بمديرية شحن التابعة لمحافظة المهرة، بلغ تعداد سكانها 141 نسمة حسب تعداد اليمن لعام 2004.